# カデナ・ハイスクール

カデナ・ハイスクール（Kadena High School）は、沖縄県沖縄市の嘉手納基地内にあるアメリカ人学校。1981年に米軍兵士の子女向けに開校された。

## 校舎
嘉手納基地5番ゲート近く、カデナ・ミドルスクールと隣接した場所に位置する。当初は本館のみであったが、生徒増加に伴い2階建の別館が追加された。

## 沿革
1981年に開校した際にはミドルスクールがなかったため、7年生から12年生までが学んでいた。その後1990年に7年生、8年生向けのミドルスクールが道路を挟んだ反対側に設立され、後に6年生もミドルスクールで学ぶようになった。1982年の卒業1期生は35名であった。

## スポーツ
学校のマスコットはパンサー、カラーは黒と金である。ライバル校はクバサキ・ハイスクールと沖縄クリスチャンスクールインターナショナルである。

## 不祥事
1996年12月7日付の星条旗新聞太平洋版の記事によると、当時副校長を務めていたジェームズ・フェラーは女子生徒の半裸の写真を撮影した容疑で捜査を受け、その捜査中に沖縄を離れて帰国した。彼は沖縄県警に知られずに帰国したので、県警は彼の海外渡航を止めることができなかった。その後県警は基地の外にあったフェラーの自宅を家宅捜索したが、被害者が全員アメリカ国籍であったため、管轄権がないと判断した。なお、米軍の憲兵がなぜ捜査を継続しなかったかについては明らかでない。

## 関連記事
- 嘉手納飛行場
- 横田ハイスクール - アメリカ空軍横田基地内にある高等学校